# 迷幻音乐

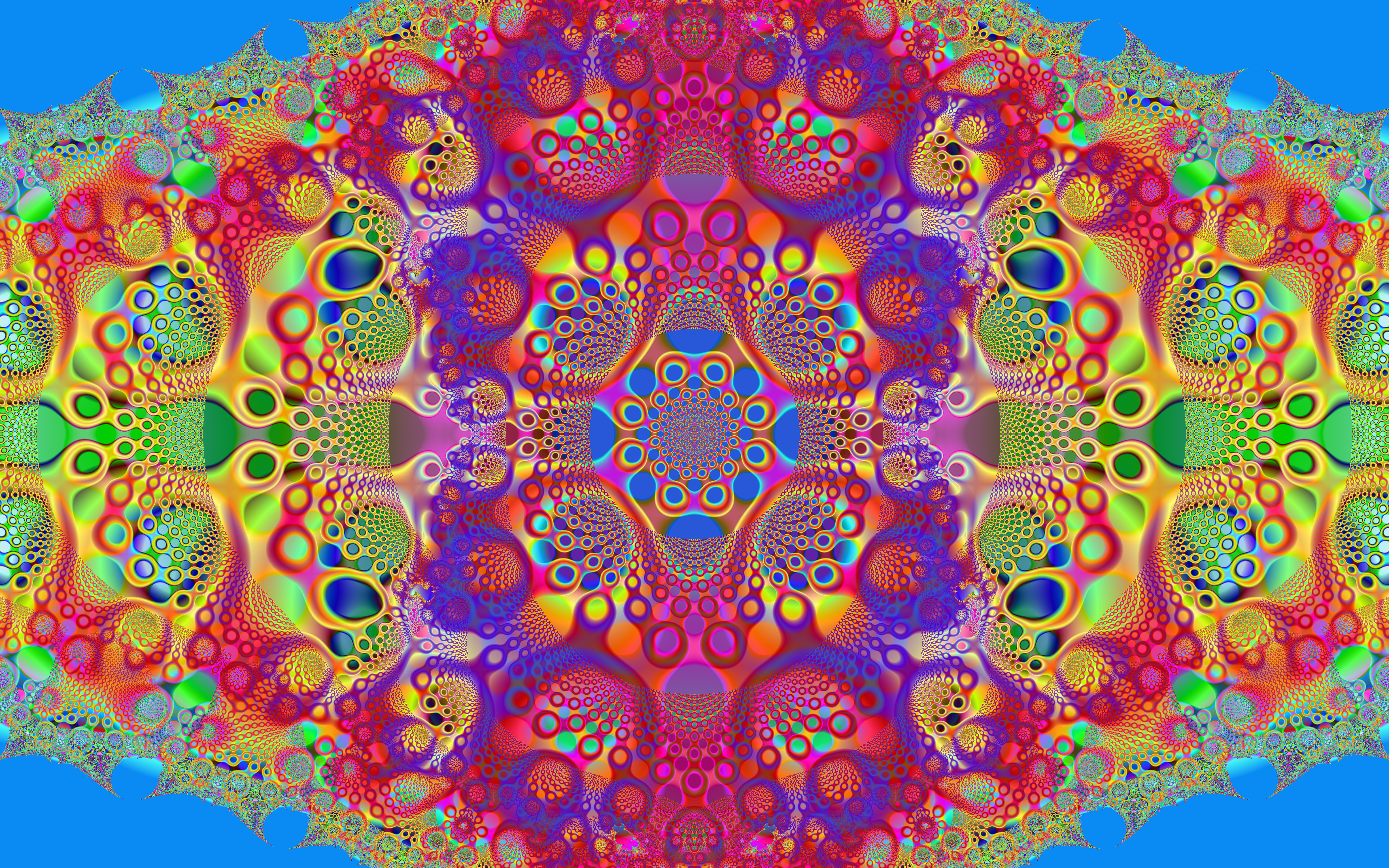

迷幻音乐（英語：Psychedelic music），有时也简称为迷幻（psychedelia），是一种音乐流派，有着丰富的流行音乐风格。1960年代兴起了一种叫作迷幻文化的次文化，人们沉迷于各类迷幻药物，如麦角酸二乙基酰胺（LSD）、迷幻蘑菇、麦司卡林和二甲基色胺（DMT）等，以此引起幻觉，扭曲正常感官并感受不寻常的体验。
迷幻音乐兴起于上个世纪60年代，美国和英国的民谣和摇滚乐队创作出了许多子类型的音乐如迷幻民谣，迷幻搖滾，酸性摇滚和迷幻流行等，在70年代早期逐渐衰落。其后的几十年间还发展出了前衛搖滾，德国泡菜摇滚和重金属音乐等子类型。自上世纪70年代以来，迷幻音乐方兴未艾，继续催生出迷幻放克，新迷幻，迷幻嘻哈和迷幻电子音乐诸如酸浩室，出神音乐和新锐舞等音乐类型。

## 60年代：早期的迷幻时代

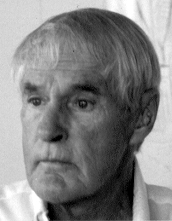
蒂莫西·利里，60年代致幻剂的忠实拥趸，拍摄于1989年。

50年代的后期，垮掉的一代作家诸如威廉·巴勒斯，杰克·凯鲁亚克和艾伦·金斯堡都曾在书中写过致幻药物或服用致幻药物的经历，包括大麻和安非他命，这导致致幻药物的风靡和大量使用。60年代早期，致幻剂和其他致幻药物有了更广泛的支持者，其中包括蒂莫西·利里、艾伦·瓦兹、阿道司·赫胥黎和阿瑟·库勒斯。劳伦斯·维赛称，他们改变了新一代年轻人的思想。
60年代中期，奥斯利·斯坦利开办了第一座大型地下迷幻药工厂。由此，迷幻生活方式在加利福尼亚和旧金山部分地区兴起。1964年，作家肯·克西创办了一个叫作“快乐捣蛋鬼”的公社，他们组织迷幻体验派对，公开服用迷幻剂（由斯坦利提供），还包括灯光秀，放映电影和即兴创作前卫音乐，后被称为”迷幻交响曲“。他们开着一辆装饰得有迷幻特色的校车，在美国开展公路旅行。途中他们四处分发迷幻剂，和垮掉运动中的主要人物见面，汤姆·沃尔夫甚至写了一本《酸性测试》（1968）来描绘他们的旅行。这一切都推广了迷幻剂的使用。
旧金山渐渐发展出了一个由民谣俱乐部，咖啡厅和独立广播电台组成的音乐现象以迎合伯克利附近的学生和被这座城市吸引来的自由思想家。在此之前，致幻药物仅仅在爵士和布鲁斯表演者中受欢迎。60年代早期人们常用的致幻药物，包括大麻，佩奥特，麦司卡林和LSD渐渐在民谣和摇滚歌手中流行起来。早期在民谣中使用”迷幻”这个词的乐队是来自纽约的民谣乐队The Holy Modal Rounders，1964年，他们在翻唱Leadbelly的Hesitation Blues首次使用了“迷幻“这个名词。60年代初，民谣，先锋音乐吉他手约翰·费伊在重录一些歌曲的时候尝试融入独特的录制技巧，包括倒带和一些新兴的乐器伴奏，例如长笛和西塔尔。在他19分钟长的歌曲”The Great San Bernardino Birthday Party“中，突兀的编曲和奇怪的吉他调弦成为了迷幻音乐元素的先声。民谣吉他手桑迪·布尔早期作品也不谋而合地将民谣，爵士的元素和受到印度，阿拉伯文化影响的悠闲生活模式结合在一起。他在1963年发行的专辑《Fantasias for Guitar and Banjo》探索了多种风格，“可以说是最早的迷幻专辑之一”。

不久之后，音乐家在创作歌曲时开始涉及致幻药物（起初还很隐晦），并仿照迷幻艺术，文学或电影中那样，尝试在音乐中再现或反应使用致幻药物的感受。这项运动在美国和英国同时开展，大西洋彼岸的两个国家的民谣和摇滚圈也在互相影响着。当流行音乐渐渐开始融合迷幻音乐，这个类型的音乐开始成为主流音乐并占据市场的半壁江山。60年代的后期，迷幻摇滚的风靡达到了巅峰。从1967年到1968年，不仅是英国新生的迷幻音乐还是美国西岸更传统的酸性摇滚，都成为了摇滚音乐中最流行的类型。1967年，在美国加州，Human Be-In集会拉开了爱之夏嬉皮革命的序幕，蒙特利音乐节标志着爱之夏的巅峰。这些运动在1969年的伍德斯托克音乐节达到了高潮，绝大多数主要的迷幻歌手都参与了这次演出，包括吉米·亨德里克斯，詹尼斯·乔普林和山塔那合唱团。
60年代末期，探索迷幻元素在音乐中的浪潮渐渐消退。1966年，美国和英国均宣布迷幻剂违法。1969年，臭名昭著的曼森家族连续犯下两起谋杀案，受害者高达9人，即“塔特-拉比安卡谋杀案”。此后，有人将这起凶杀案和著名乐队披头士的一首“Helter Skelter”联系起来，一场反嬉皮运动就此展开。1969年12月6日在加利福尼亚州阿尔塔蒙特赛车场举办了一场由滚石乐队领衔的免费摇滚音乐节。这场音乐节并没有如预期那样成为迷幻音乐历史上的又一里程碑，被雇佣来维护场内秩序的暴力汽车团伙地狱天使在舞台前捅死了一名黑人青年梅勒迪斯·亨特，标志着嬉皮们所描绘的乌托邦世界的终结。这场音乐节后来也被称为“最危险的音乐节”。

## 复兴和继承

### 摇滚和流行

#### 实验摇滚和硬摇滚
到了60年代的后期，许多摇滚乐手都回归到了正统的根源摇滚。巴尼·霍斯金斯将其称为“倒退的，后迷幻音乐”运动，他列举了滚石乐队，乐队合唱团，Delaney & Bonnie，范·莫里森，里昂·拉塞尔和他们的乡村摇滚以及由灵魂布鲁斯发展来的摇滚音乐。与此同时，以弗兰克·扎帕为首的音乐家们展开了更先锋的音乐运动。音乐学家弗兰克·霍夫曼表示，后迷幻硬摇滚同时在多个摇滚圈子出现，有着“更精致的吉他设计和更引人入胜的歌词”，比如齐柏林飞艇，黑色安息日和Robin Trower。音乐学者爱德华·马坎提出，“后迷幻硬摇滚/重金属风格”的出现“和嬉皮思想没有太大的关系”而是“为布鲁斯的发展添上了浓墨重彩的一笔”。迷幻摇滚有着失真的吉他声，过长的独奏和大胆的编曲。这些特点使得迷幻摇滚成为布鲁斯摇滚和后来出现的金属乐的过渡阶段。Yardbirds的两名吉他手杰夫·贝克和吉米·佩吉在退出乐队后加入布鲁斯摇滚重金属，开始尝试新的演出风格，并分别组建了杰夫贝克组合和齐柏林飞艇。其他重金属音乐的先驱乐队那时也组成了带有布鲁斯风格的迷幻乐队，如黑色安息日，深紫乐队，犹大圣徒和UFO乐队。
美国学者克里斯托弗·邓·谭特指出，在后迷幻时期，许多音乐人都形成了更严格的专业思想同时也吸取了更多古典音乐中的元素，比如平克·弗洛伊德的概念专辑和艾默生，雷克与帕玛优雅的编曲。“70年代早期的后迷幻摇滚的发展格局并不大，”他补充道，举了维珍唱片和小岛唱片等几个厂牌作为例子。许多吸收了迷幻元素的音乐人和乐队在70年代开始创作前卫摇滚。深红之王1969年的专辑《In the Court of the Crimson King》，被看作迷幻元素和前卫摇滚的桥梁。除了有些如鹰风乐队的乐队在70年代仍然保持着鲜明的迷幻风格，大部分的乐队都放弃了迷幻元素转而开始新的音乐实验。一些从迷幻运动中走出来的德国乐队彻底放弃了迷幻元素，并把重心转向电子编曲，包括发电厂乐队，橘梦乐团，罐头乐队和Faust乐队，发展了独特的电子摇滚，也叫做德国泡菜摇滚。他们采用了电子合成器，结合了布莱恩·伊诺用键盘演奏的罗西音乐的音乐风格，大大地影响了之后的电子摇滚运动。将爵士风格融入音乐的乐队，如Soft Machine和罐头乐队，也深刻影响了后来发展起来的爵士摇滚乐队如Colosseum。
另一种后迷幻时代在歌手和其唱片的销售上就更为自由，例如专辑的美工设计。谭特提到了有些歌手在市场发售时，更喜欢将自己乐队或厂牌的信息从专辑封面上隐去，例如平克弗洛伊德70年代早期的专辑，披头士1968年的专辑（也称白色专辑），以及齐柏林飞艇1971年的专辑，对他们来说，“这年头，没有专辑标题会更酷”。谭特表示，后迷幻时期歌手如布莱恩·伊诺和罗伯特·弗利普明确表示希望将歌手和他们的作品或名气区分开来。“这样一来”，他表示，“他们为70年代后期的后朋流行打下了基础”，比如治疗乐队的前四张专辑（封面都是乐队成员模糊的照片）以及工厂唱片印着序列号的深色封面。
到了70年代中期，后迷幻音乐的音乐重心就转移到了“对传统思想的反叛”。谭特形容道：“70年代中期的朋克摇滚和其或真或假的粗粝重新定义了音乐的独立自主，而他们采取的方法则与十年前截然不同。”迷幻摇滚与其之前出现的民谣摇滚，英国节奏布鲁斯和后迷幻时期的摇滚音乐在之后被统一归入了经典摇滚的类别。

#### 后朋克、新迷幻，以及盯鞋

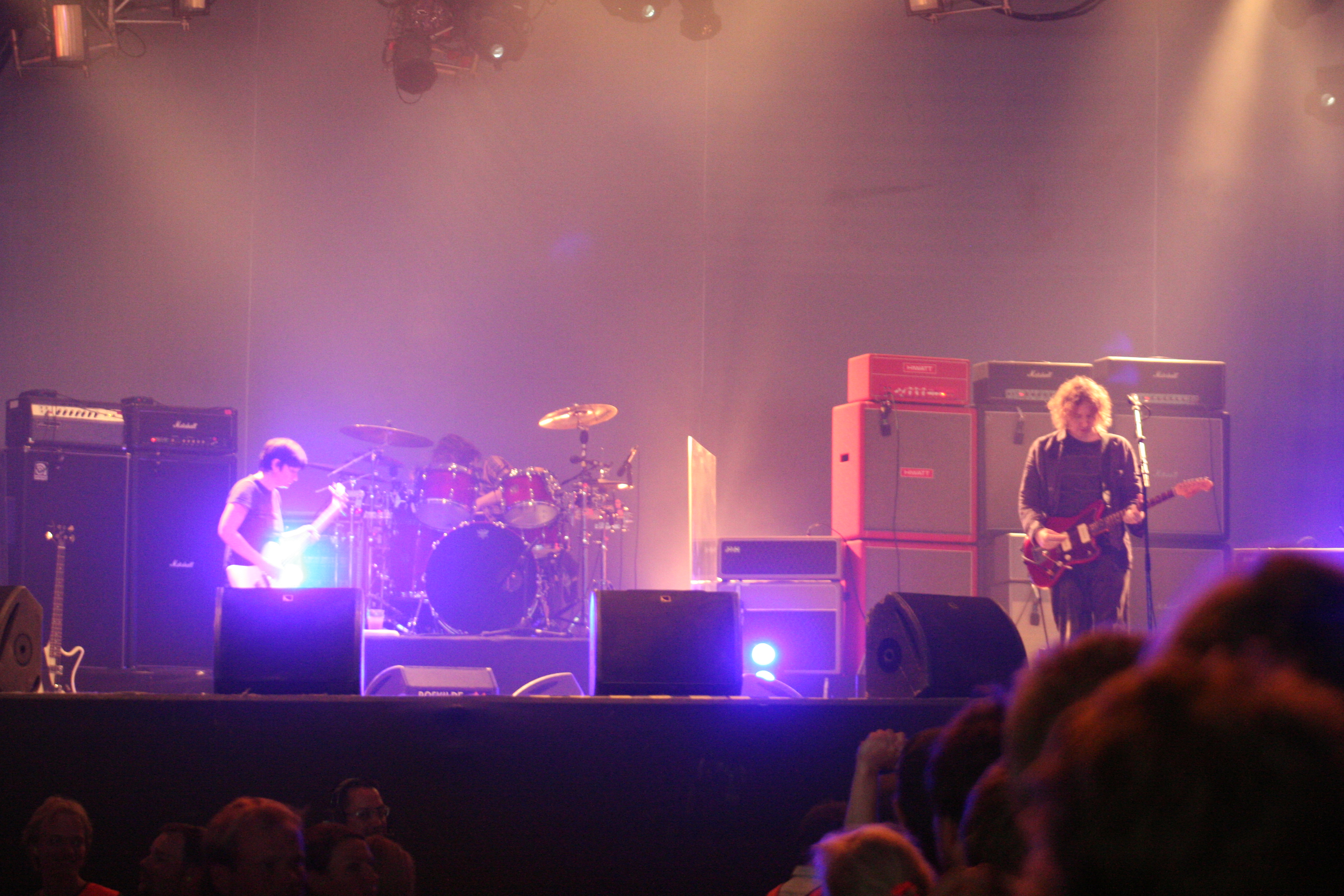
大多数盯鞋乐队的音乐受我的血色情人节影响

新迷幻（或“酸朋克”） 是一种起源于70年代的多样的音乐类型，是英国后朋克的分支。其演奏者从60年代的迷幻音乐中采样，复制或发展那个时代的音乐创作方式。新迷幻音乐包括迷幻流行，吉他摩擦摇滚，重型失真自由jams或录制实验。
疯狂切斯特是80年代后期发展于英格兰西北部，曼彻斯特地区的一种音乐文化现象。歌手们通过结合酸浩室，锐舞文化，包括迷幻音乐和60年代流行音乐发展出了另类摇滚。90年代早期的英国另类摇滚催生了梦幻流行和盯鞋摇滚。梦幻流行的特点在于它依靠音速处理音乐质地来表达悦耳的音调，而盯鞋的特点在于吉他回复、扭曲失真的声波和一系列吉他回馈的层叠，人声和旋律消弥于吉他声墙中，营造出一种难以分辨乐器音色的音乐冲击。